# Яніца (співачка)
Яніца Господінова (болг. Яница Господинова), більш відома як Яніца (болг. Яница) (нар.. 22 вересня 1982, Русе, Болгарія) — болгарська поп-фолк співачка.

## Життєпис
Яніца народилася 22 вересня 1982 року в місті Русе. По зодіаку Діва. Вона грала на піаніно, вивчала музичну теорію. Вона любить болгарську народну музику. З великим задоволенням вона виконує народні пісні Фракії, Странджа і сусідньої країни Македонії. Вона закінчила Школу текстильної промисловості в її рідному місті. Яніца почала співати в 16 років в ресторанах з оркестром. Вона мріяла стати співачкою або ветеринаром.
Її кар'єра почалася з перемоги на фестивалі авторської пісні Фракія фолк з піснею Солодко излъжи (рос. Солодкий обман). У 2006 році Яніца випустила дебютний альбом, названий на честь її Яніца. Після 2007 року вирішила зробити річну перерву.
Навесні 2009 року після річної перерви Яніца представила пісню Нощна програма (рос. Нічна програма). У грудні того ж року вона випустила відеокліп на пісню Изгубени душі (рос. Загублені душі)
В 2010 році випустила хіт Предизвиквам ті (рос. Я закликаю тебе) з елементом фламенко.
На святкуванні 20-річчя компанії Пайнер Яніца заспівала пісню Дві в єдно (рос. Два в одному). Влітку того ж року співачка випустила відеокліп на пісню — Съвсем навмисне (рос. Цілком свідомо). У тому ж році брала участь у турне Планета Дербі 2010 в Пловдиві і заспівала ту ж пісню.
Влітку 2011 року співачка представила відеокліп на пісню Наливай і мо напивай (рос. Налий мені і пиши). У березні 2012 року Яніца випустила відеокліп на пісню Хапе любовта (укр. — Любов кусається). Наприкінці року випустила другий альбом Нещо яко (укр. — Щось круте).
У 2014 році Яніца вирушила в тур по США, де вона давала концерти для болгарської діаспори по різних містах США. А після туру випустила відеокліп на пісню Виж мо (укр. — Подивися на мене), в якому знімався відомий боєць ММА Димитер Каменов. І ще один відеокліп на пісню Всичко чуже пожелаваш (укр. — Всі іноземні), в якому брала участь модель Моніка Валерьєва.
У 2015 році Яніца представила свою нову пісню Грешната (укр. — Невірний) з співачкою Анелією.
Згодом Яніца довгий час записувала свій третій альбом, який побачив світ у 2018 році. Його назвали «Изкушение» (укр. — «Спокуса»).

## Дискографія
1. 2006 — Яница
2. 2012 — Нещо яко / Щось круте
3. 2018 — Изкушение / Спокуса

### Збірники
- 2013 — Златните хитове на Яница / Золоті хіти Яніци